# La Fuerza Unida
La Fuerza Unida (en inglés: The United Force), abreviado como TUF, es un partido político guyanés de tendencia conservadora, aunque económicamente liberal. Fue fundado en 1960, lo que lo convierte en uno de los partidos políticos activos más antiguos del país. Actualmente no tiene representación en la Asamblea Nacional de Guyana y es liderado por Manzoor Nadir.

## Historia
Establecido el 5 de octubre de 1960 por Peter D'Aguiar, e inicialmente fue respaldado por líderes indios de la Asociación de Ciudadanos de la Mano de Obra (MPCA) y algunos empresarios portugueses. Obtuvo el apoyo de la comunidad portuguesa, pero también buscó establecer un apoyo basado en la población amerindia, convenciendo al parlamentario amerindio Stephen Campbell a unirse al partido. El partido primero disputó las elecciones nacionales en 1961, cuando recibió el 16.38% de los votos, ganando cuatro escaños, de los cuales dos fueron tomados por los amerindios (Campbell y Teddy Melville). Sin embargo, en los años siguientes se incrementaron las tensiones entre la MPCA y el Partido Progresista del Pueblo (PPP), junto con la Unión de Trabajadores Generales y Agrícolas de Guyana (GAWU).
Una huelga de la GAWU en 1964 dio lugar a un período de violencia conocido como "Los disturbios" entre febrero y julio, que incluyó bombardeos, incendios provocados y asesinatos. La violencia llevó a parte de la comunidad portuguesa a abandonar el país, lo que produjo una marcada reducción de votos para TUF en las elecciones de 1964, con un 12.41%, si bien debido al cambio de sistema electoral por uno de representación proporcional, TUF obtuvo un aumento a 7 escaños. Aceptó convertirse en socio menor en un gobierno de coalición con el Congreso Nacional del Pueblo (PNC), con Forbes Burnham como primer ministro, poniendo fin a la dominación electoral del PPP e iniciando más de dos décadas de régimen autoritario del PNC. La alianza PNC-TUF gobernó la colonia al momento de su independencia como Guyana en 1966. La coalición se rompió en 1968, con varios miembros prominentes de TUF desertando definitivamente al PNC y nuevas elecciones, en las cuales el PNC obtuvo mayoría propia gracias al fraude electoral. TUF obtuvo solo el 7.41% de las preferencias, y 4 escaños.
Al año siguiente, un conflicto interno en el partido llevó a la expulsión de varios miembros en el distrito de Rupununi, incluido Melville. Como consecuencia, D'Aguiar renunció como líder del partido y fue reemplazado por Marcellus Fielden Singh. El apoyo del partido basado en la población amerindia se debilitó aún más debido a que el gobierno de la PNC inició un plan de educación, integración y transferencia de tierras, y al nombrar a Philip Duncan, un amerindio, como ministro del gobierno.
El partido disputó las elecciones de 1973 bajo el nombre "Partido Libertador", logrando solo 2 escaños. Regresó a su antiguo nombre en las de 1980, ganando de nuevo solo dos escaños con el 2.88% de los votos. Retuvo los dos escaños en las elecciones de 1985, antes de ser reducido a uno solo en 1992. Manzoor Nadir se convirtió en el tercer líder del partido en 1993. TUF retuvo su escaño en 1997, 2001, y 2006, pero lo perdió en 2011 y no consiguió recuperarlo en 2015.

## Historia electoral
|  | 16.38 % |

|  | 12.41 % |

|  | 7.41 % |

|  | 2.75 % |

|  | 2.88 % |

|  | 3.37 % |

|  | 1.05 % |

|  | 1.49 % |

|  | 0.73 % |

|  | 0.80 % |

|  | 0.26 % |

|  | 0.27 % |